# District de Haviq
Haviq (persan : حويق, également romanisé comme avīq ; également connu sous le nom de Hevik) est un district du comté de Talesh, dans la province de Guilan, en Iran.

## Démographie
Lors du recensement de 2006, sa population était de 1237 personnes, réparties en 289 familles.